# Sauris brunnescens
Sauris brunnescens är en fjärilsart som beskrevs av W. Warren 1896. Sauris brunnescens ingår i släktet Sauris och familjen mätare. Inga underarter finns listade.